# Fort du Mont-Bart
Le fort du Mont-Bart est un fort de l'Est de la France, construit entre 1874 et 1877 par l'entreprise Adrien Hallier.
C'est un ouvrage faisant partie des fortifications de l'Est de la France du type Séré de Rivières et faisant partie intégrante du môle défensif du Lomont.
Il est situé à 483 mètres d'altitude, au sommet d'une colline appelée le mont Bart sur la commune de Bavans, à proximité de la commune de Bart. On ne connait pas de nom à ce fort, alors qu'un décret du général Boulanger prévoyait un nom de baptême pour chaque ouvrage.
Dominant les vallées du Doubs et de l'Allan, l'intérêt stratégique était de surveiller les voies de communication menant à Besançon, ainsi que d'empêcher le contournement de la place de Belfort.
Une stèle a été dédiée en hommage aux tirailleurs marocains ; elle est positionnée au-dessus du mont Bart

## Description
De construction de type fort à enveloppe de forme pentagonale, le fort est cerné de fossés défensifs. L'enveloppe, adossée à une paroi rocheuse constituant le front ouest, englobe la maison du gardien, un bâtiment pour les officiers, une petite batterie pour deux pièces (la batterie est) et un poste d'observation au nord (poste dit «du corbeau»).

### Le casernement

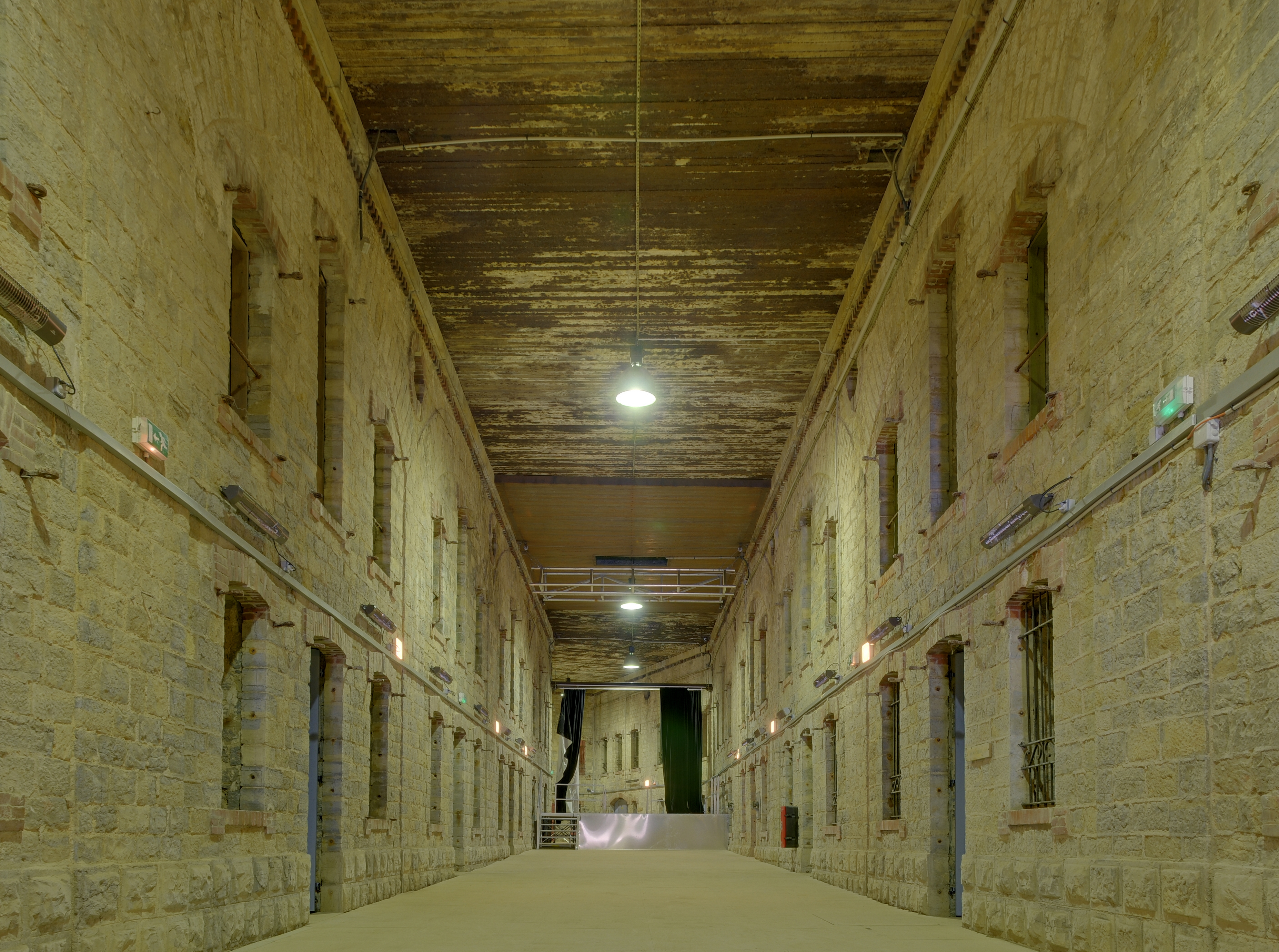
Dans l'ancienne cour intérieure du casernement, recouverte pendant la Première Guerre mondiale de rails de chemin de fer, de béton et de terre.

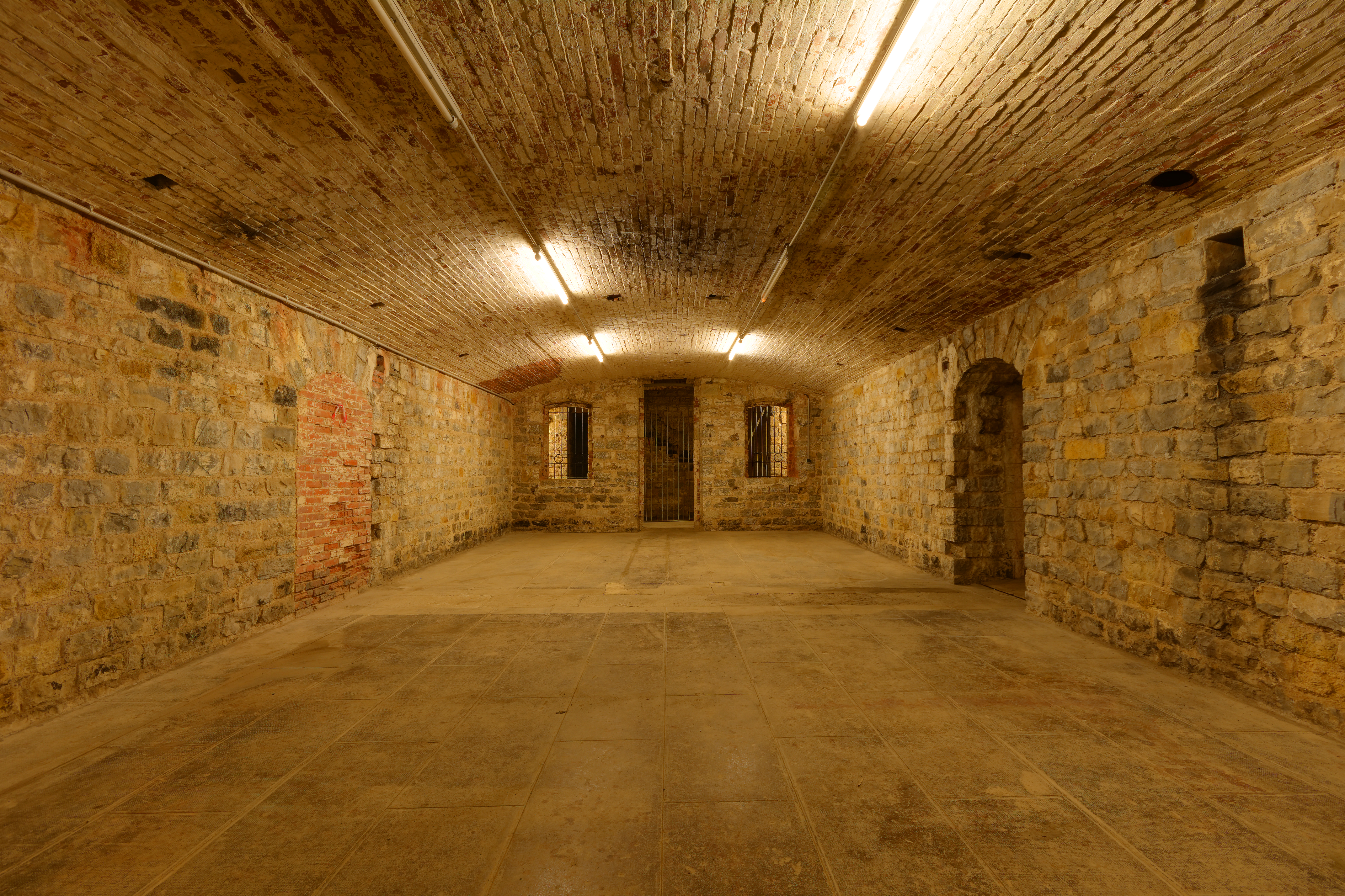
Une des chambrées.

Dans ce fort, deux casernements se font face de part et d'autre d'une cour (appelée également « la rue »), ce qui donne en tout vingt-huit chambrées sur deux niveaux, où logent soldats et officiers.
Pendant la Première Guerre mondiale, afin de se prémunir des effets d'une attaque aérienne, l'ancienne cour intérieure du casernement a été recouverte de rails de chemin de fer et d'une épaisseur de 160 cm de béton et de terre.

### La boulangerie

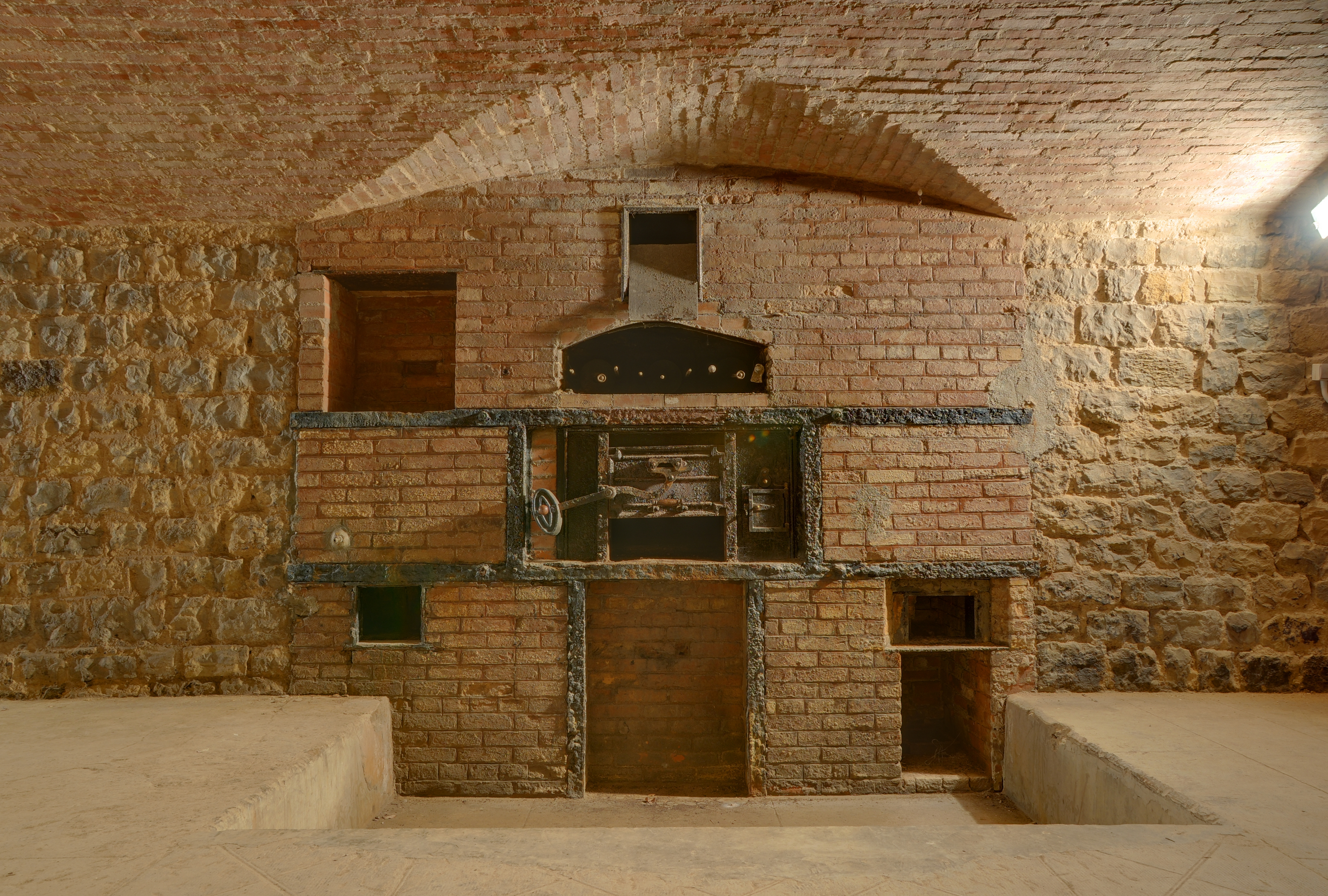
Le four à pain.

Un four à pain de type Lespinasse au bois ou au charbon est présent. Il est toujours fonctionnel.

### Le magasin-caverne

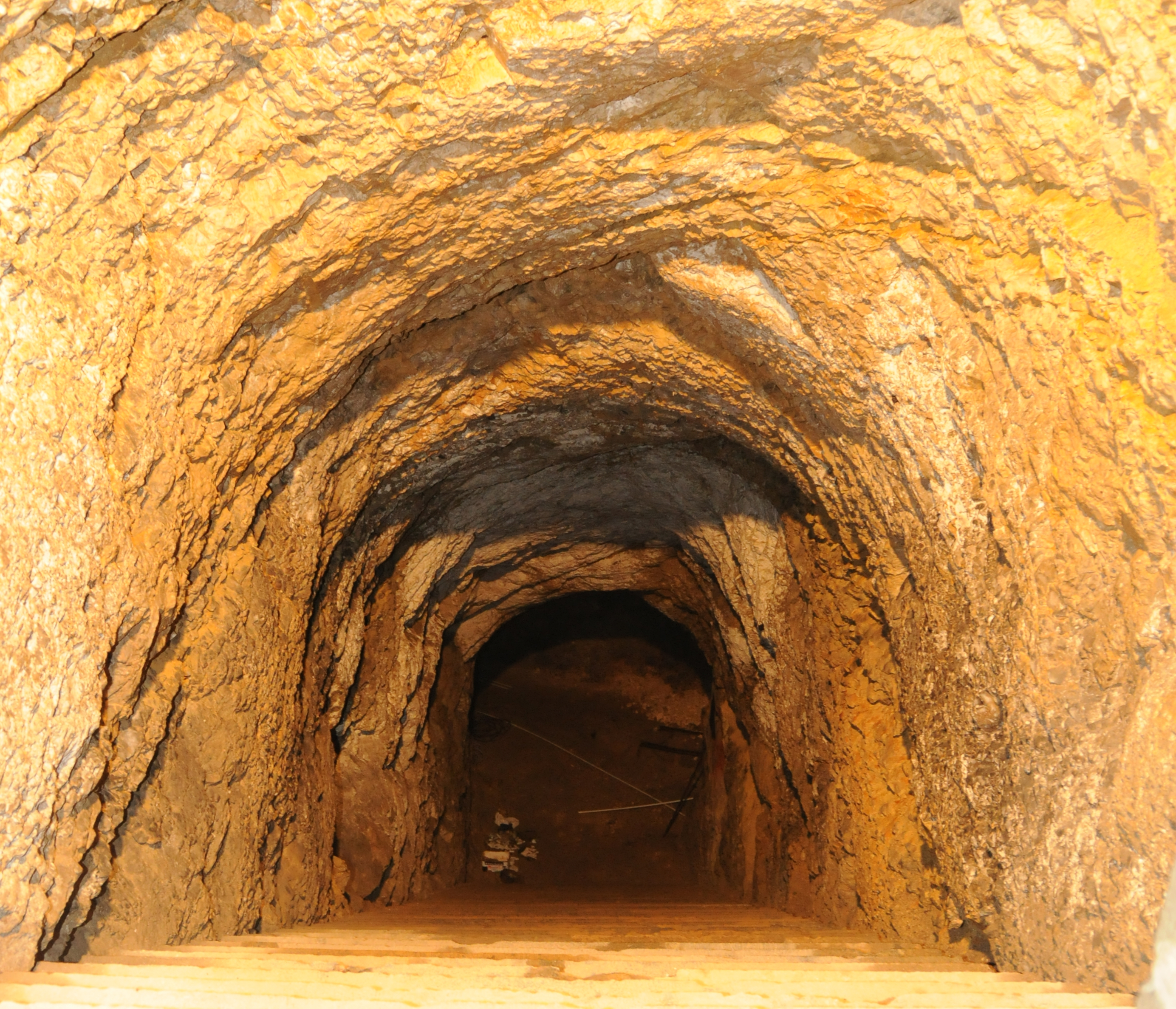
L'entrée du magasin-caverne.
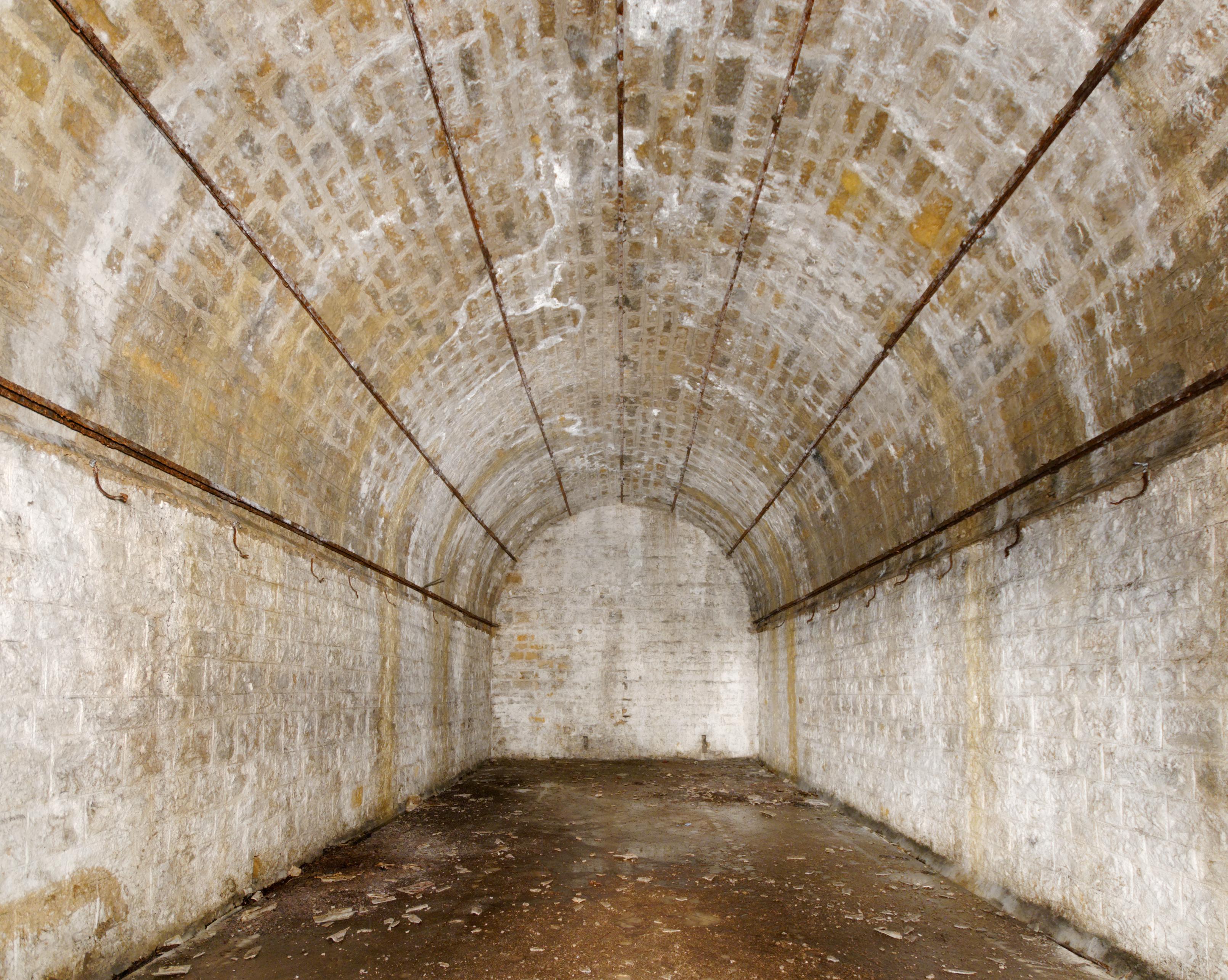
Le magasin-caverne.
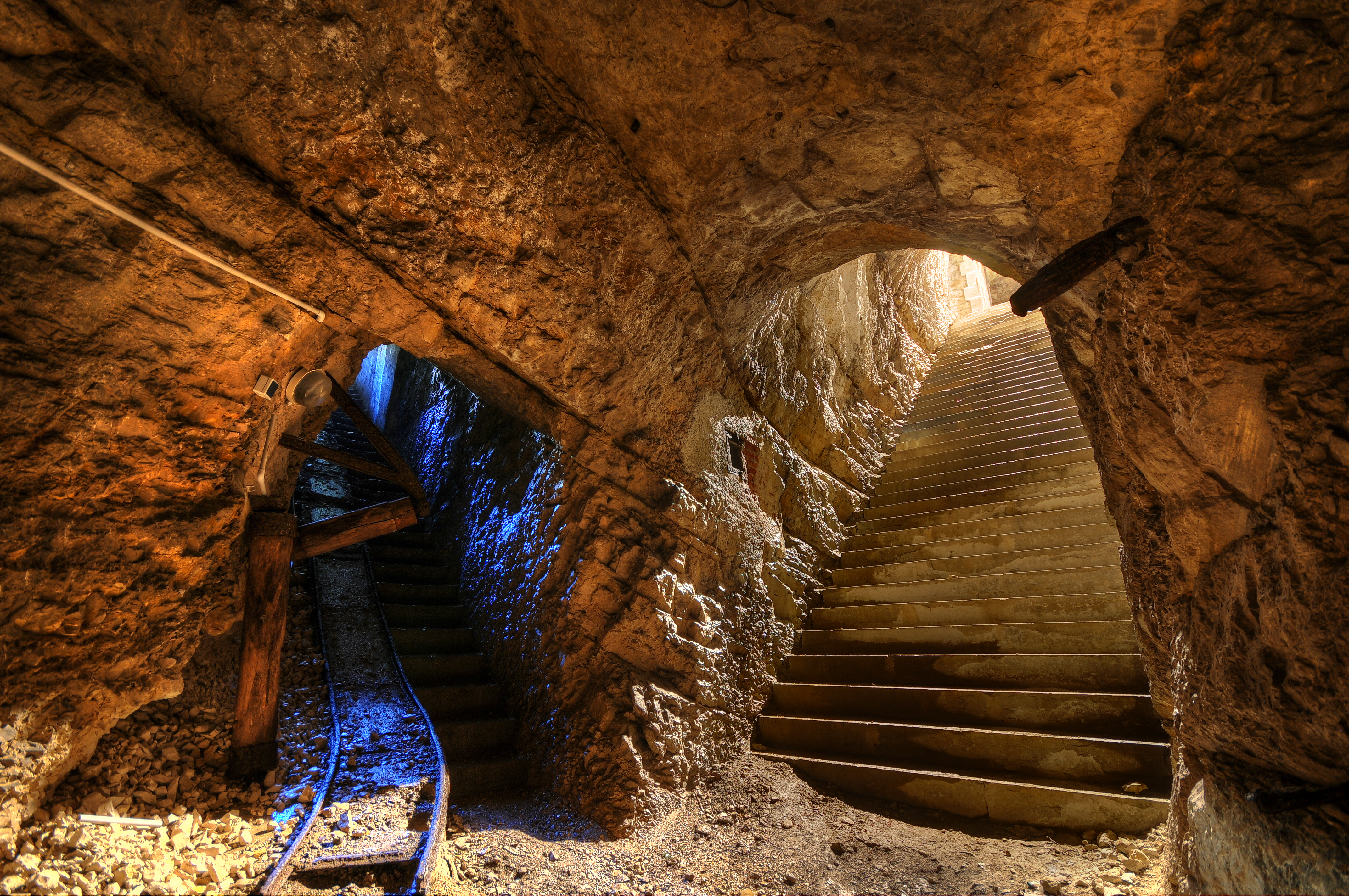
À gauche : galerie munie de sa voie de chemin de fer reliant la rue du rempart au magasin sous roc ; à droite : escalier d'accès au magasin sous roc.

En 1889, à la suite de la crise de l'obus-torpille, un magasin-caverne a été creusé. À part cela, le fort ne sera pas modernisé.

### La casemate Mougin

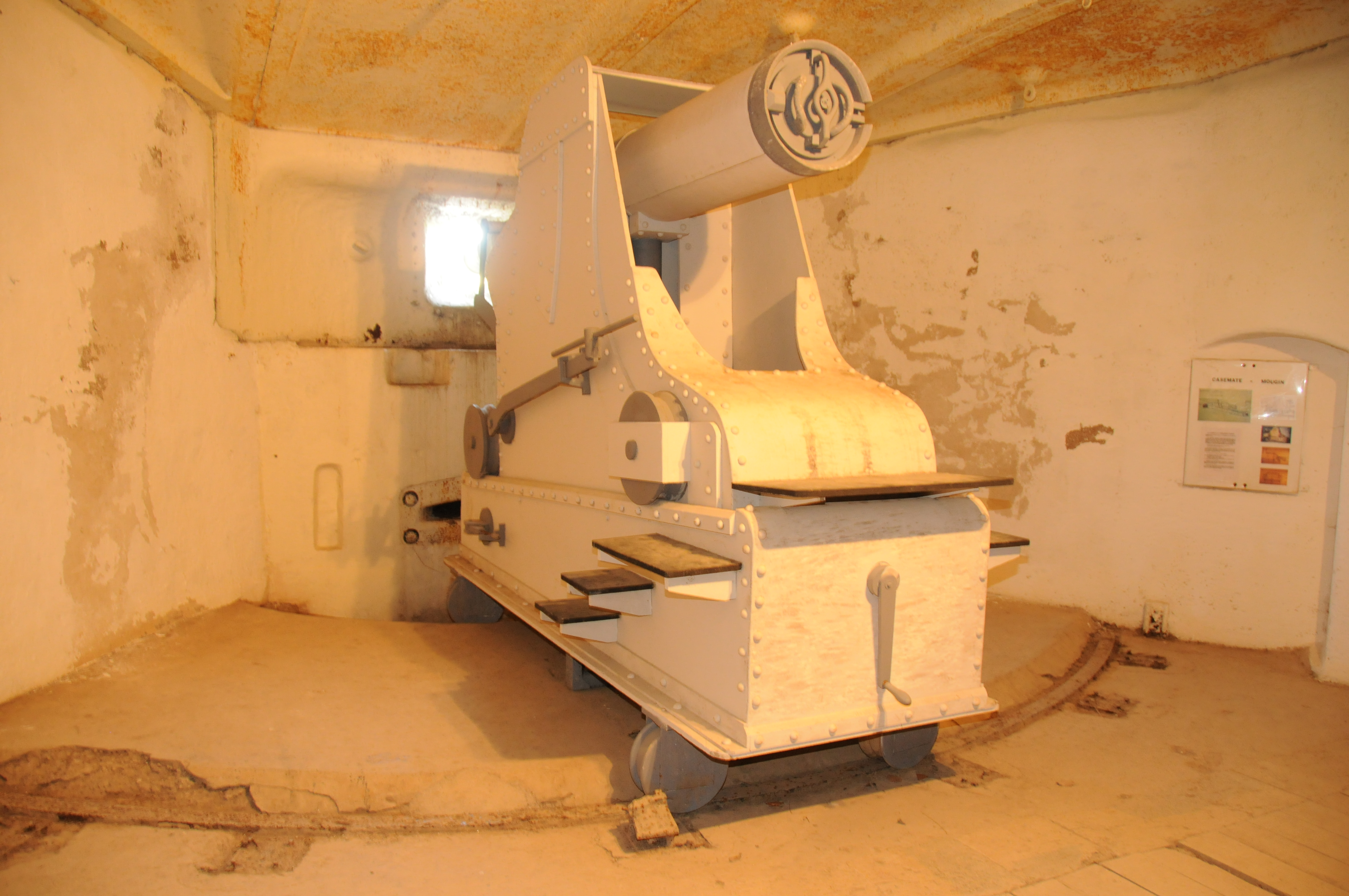
La casemate Mougin avec une maquette échelle 1:1 d'un canon de Bange de 155 mm long.

En 1882, le commandant Mougin (1841-1916) met au point son prototype de casemate cuirassée.

### Les casemates à tir direct
Plusieurs casemates à tir direct sont installées dans le fort. Une casemate à tir direct est située du côté extérieur à la rue du rempart (contrairement à une casemate à tir indirect, qui est située du côté intérieur à la rue du rempart).

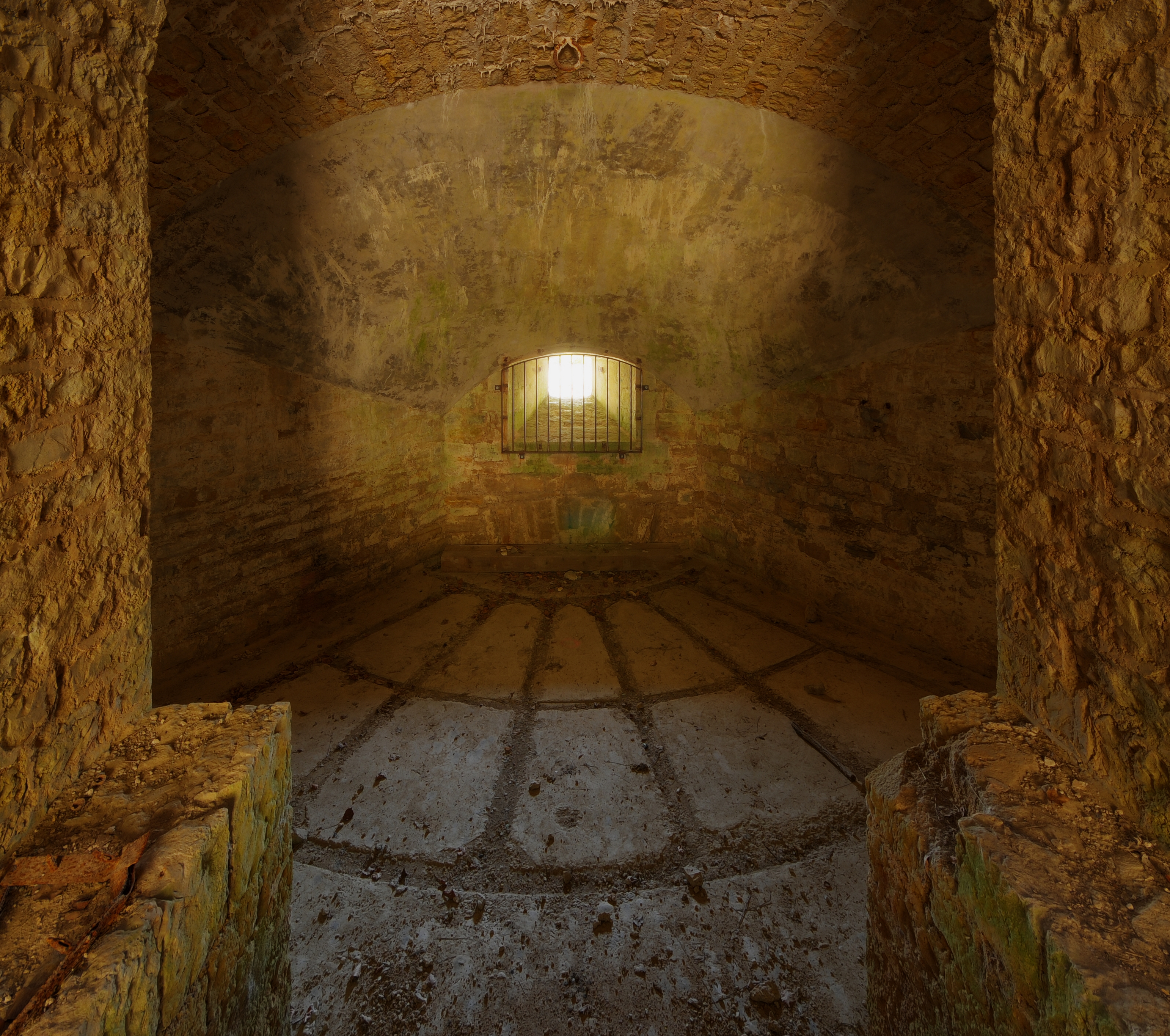
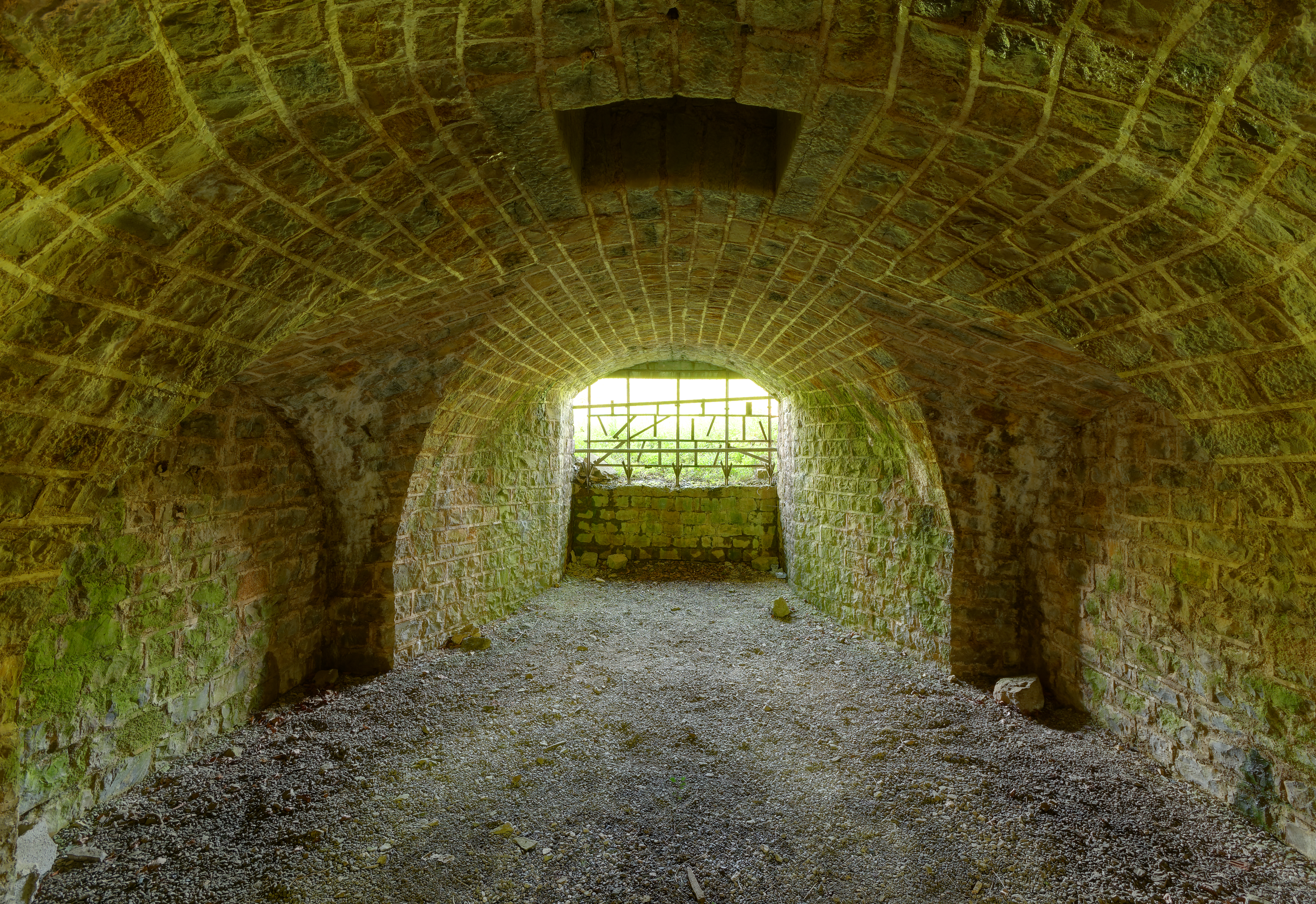
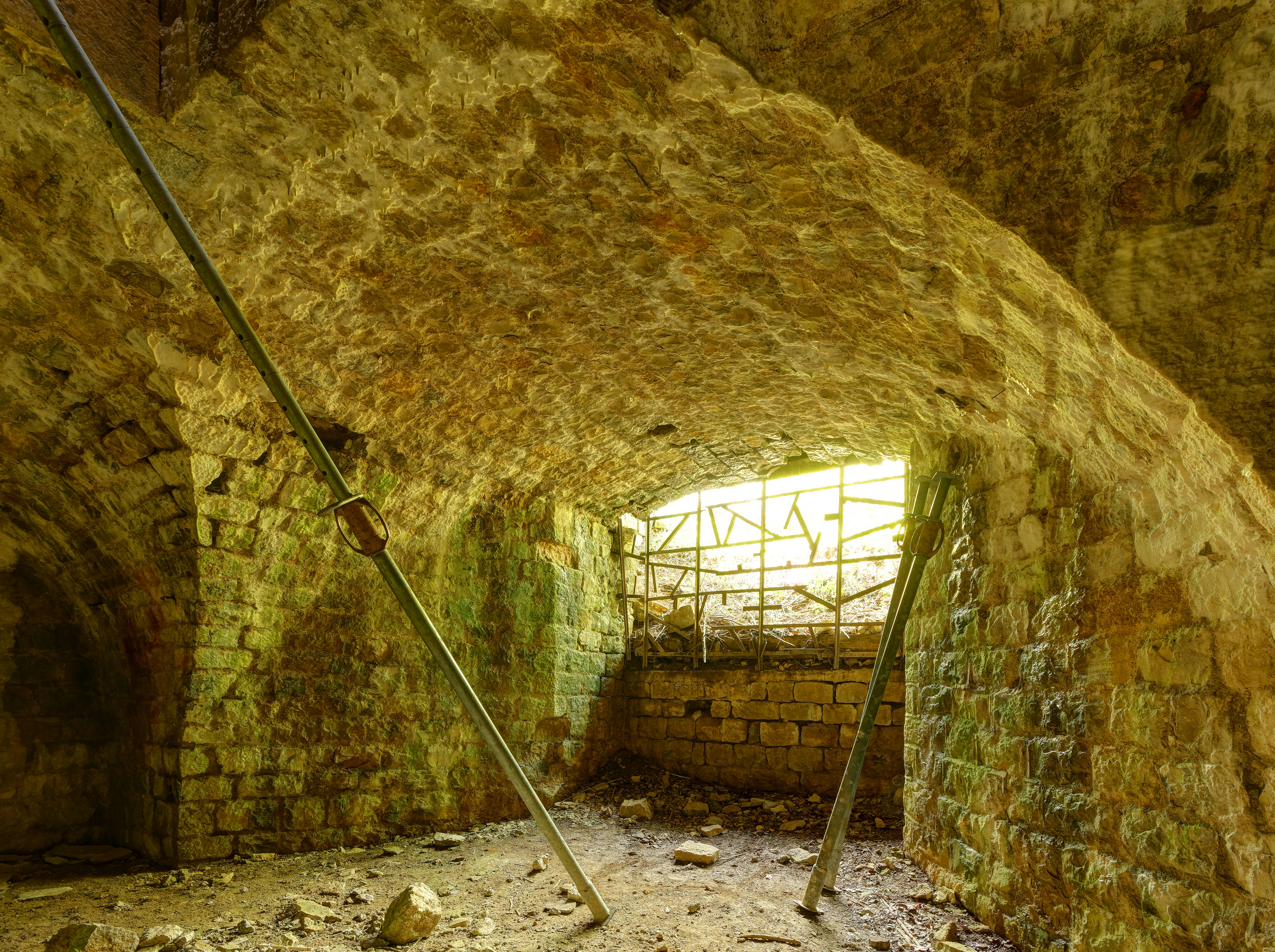
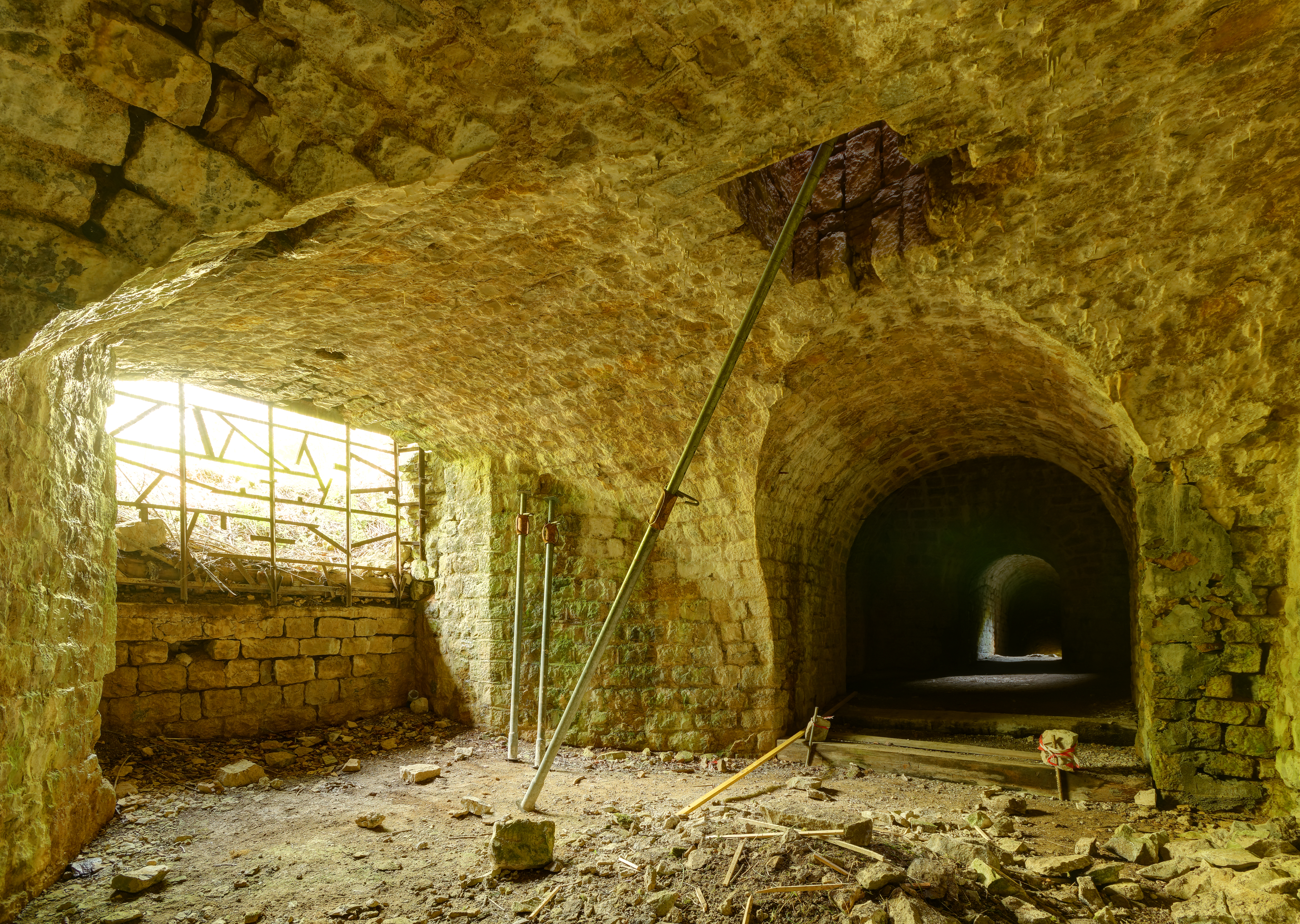

### Les magasins à poudre et à cartouches

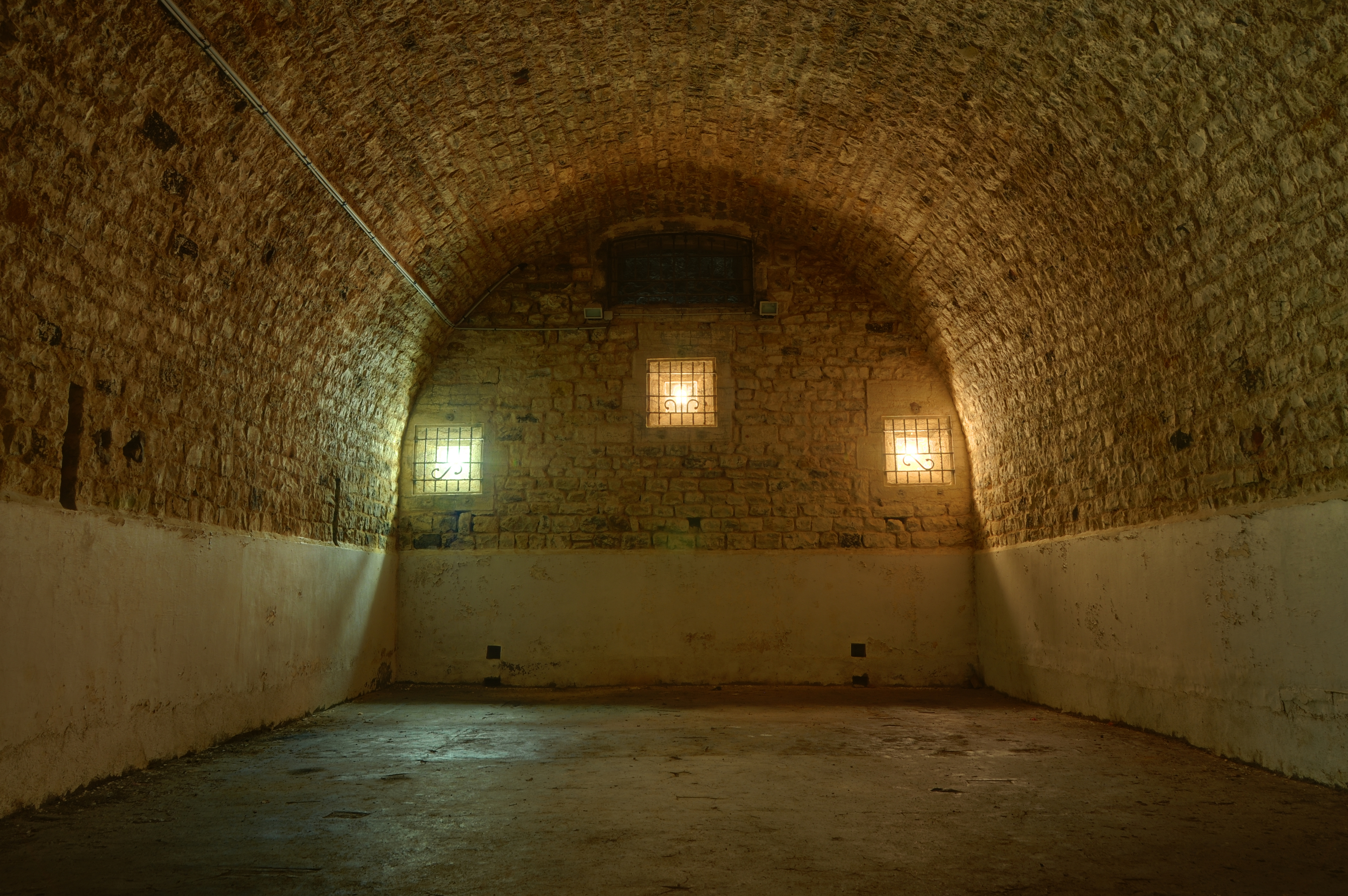
Un des deux magasins à poudre.

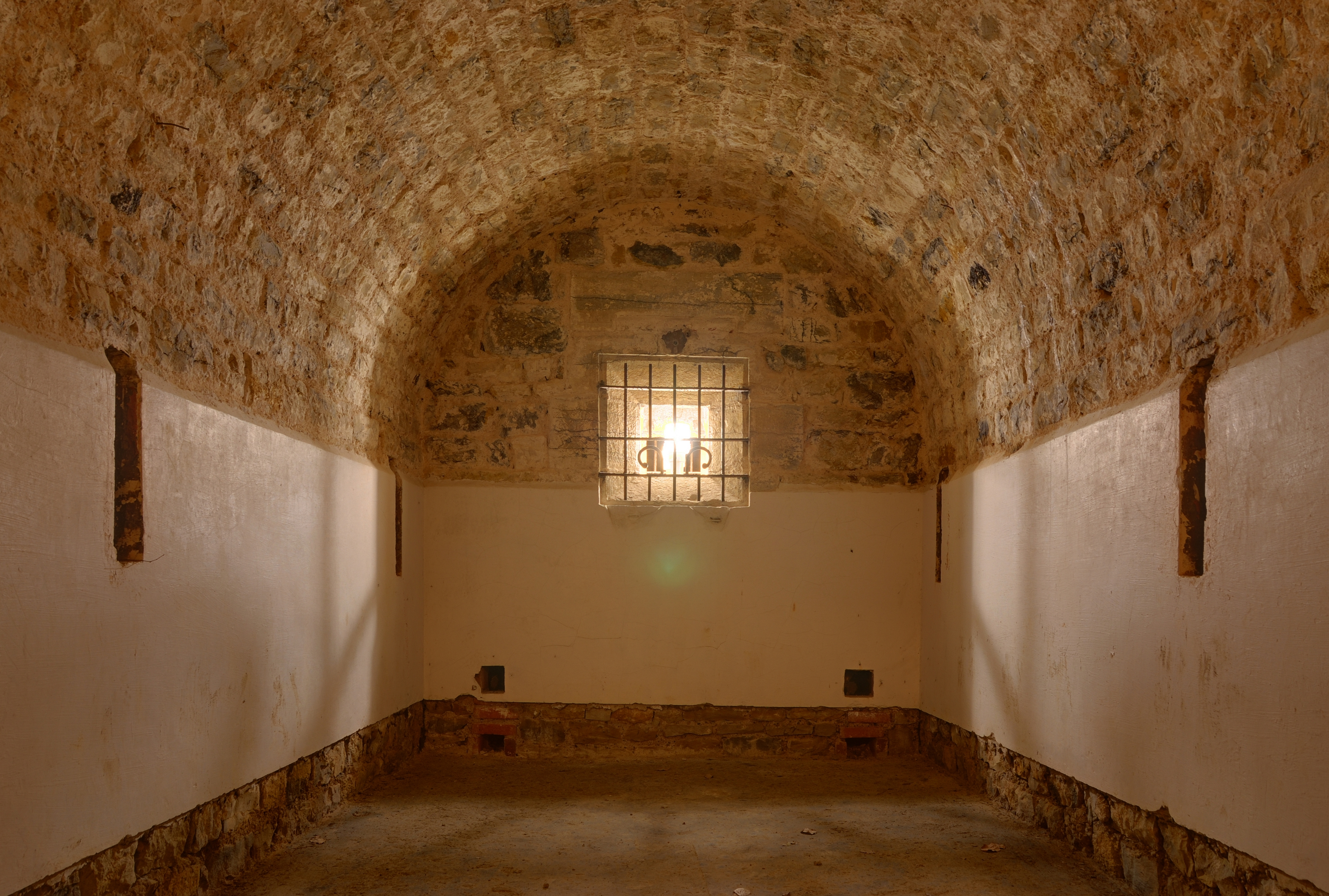
Un des deux magasins à cartouches.

Comme tous les magasins à poudre et à cartouches, ils sont éclairés par une à trois lampes à huile placées derrière une vitre de 2 cm d'épaisseur dans un créneau à lampe. Ces lampes sont accessibles via la chambre des lampes.

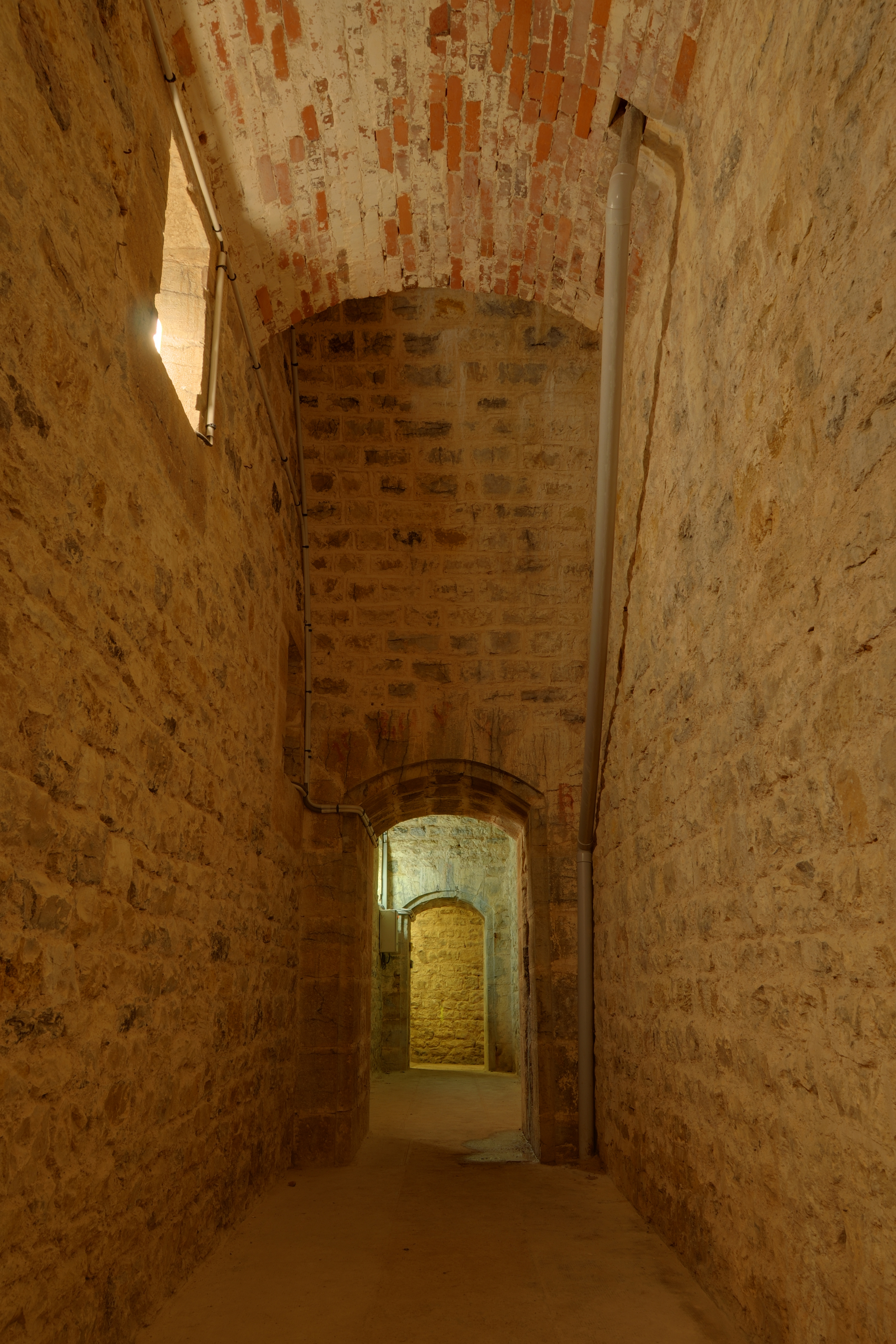
Dans la chambre des lampes d'un des magasins à poudre.

### Les caponnières

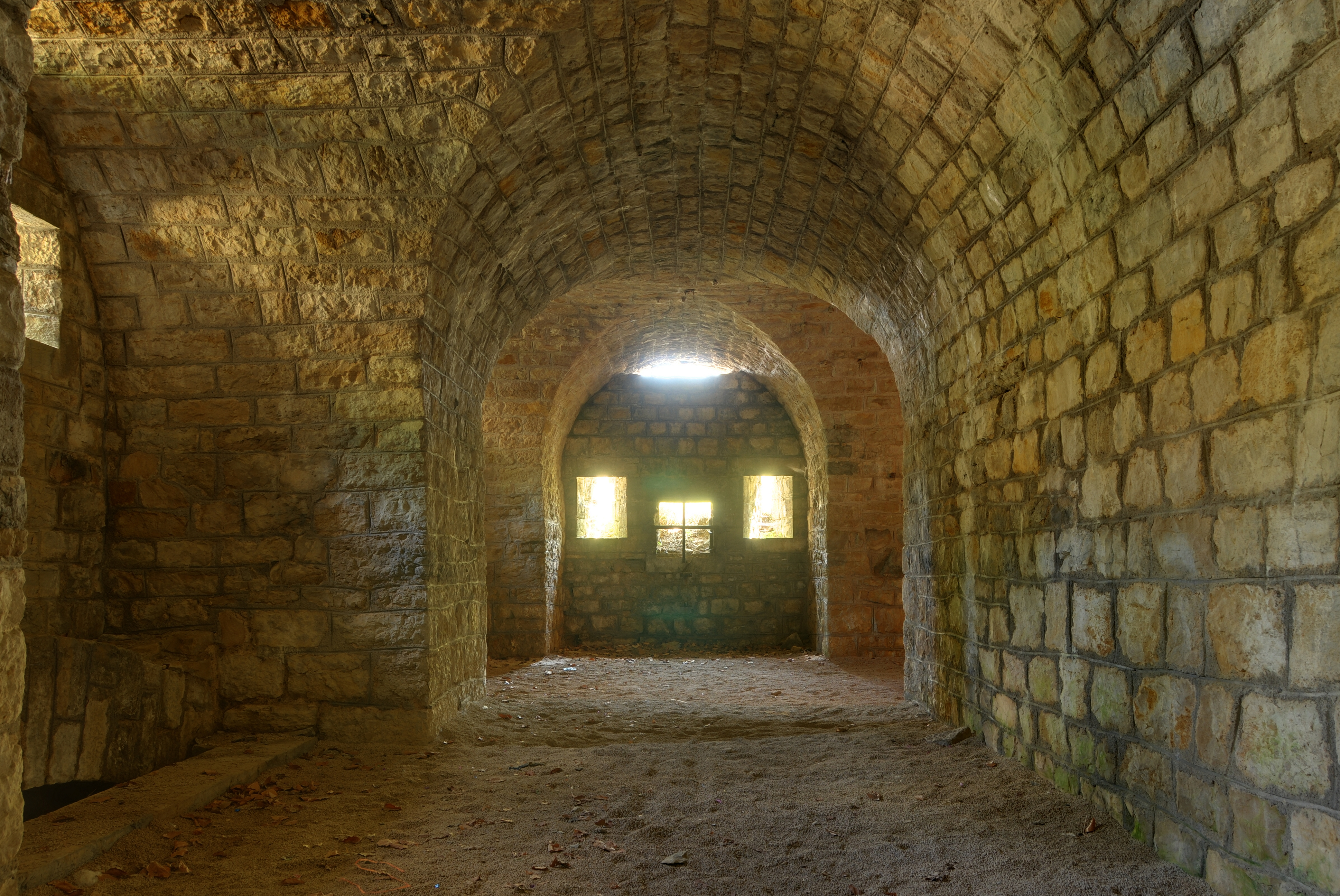
La caponnière double est.
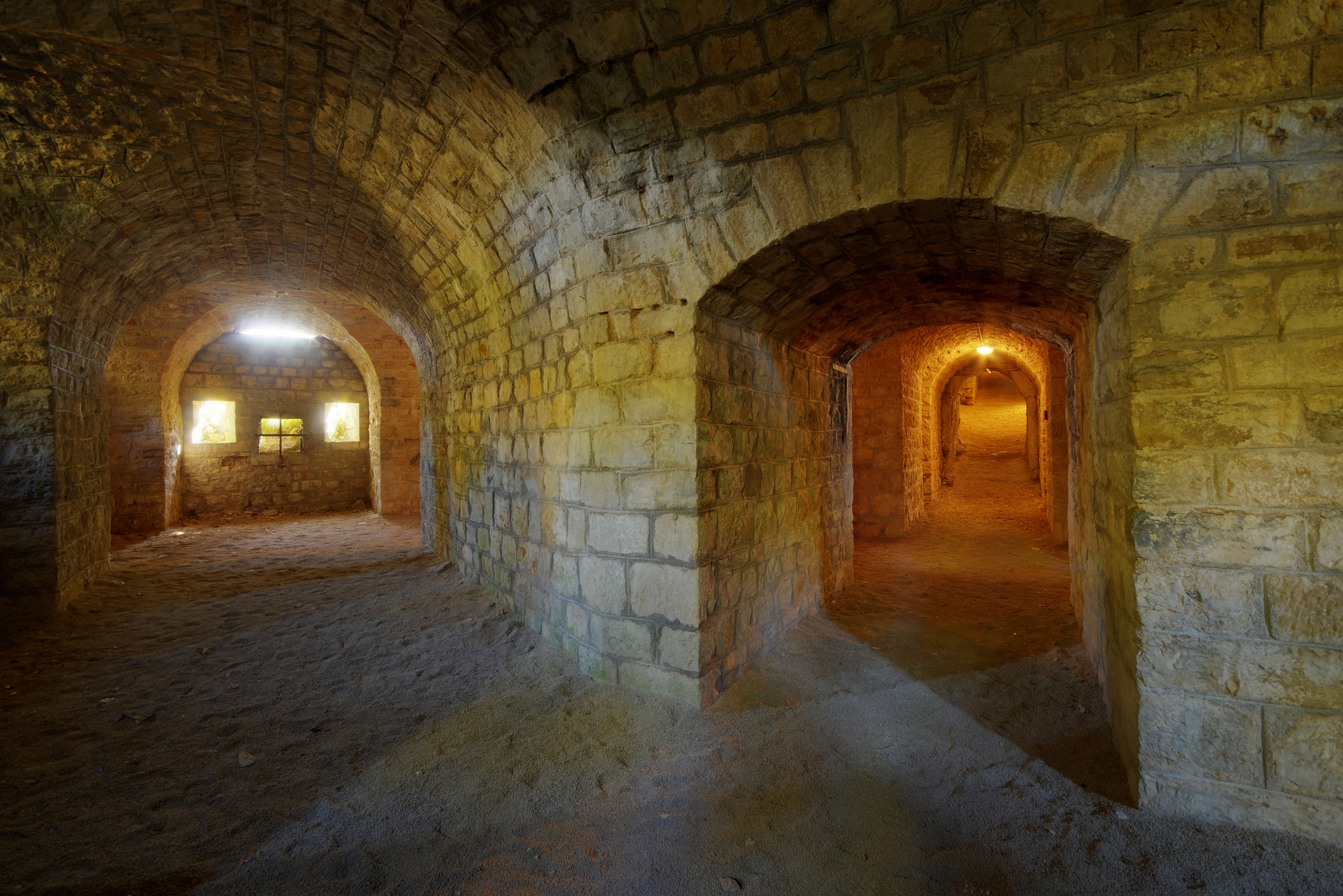
La caponnière double est.
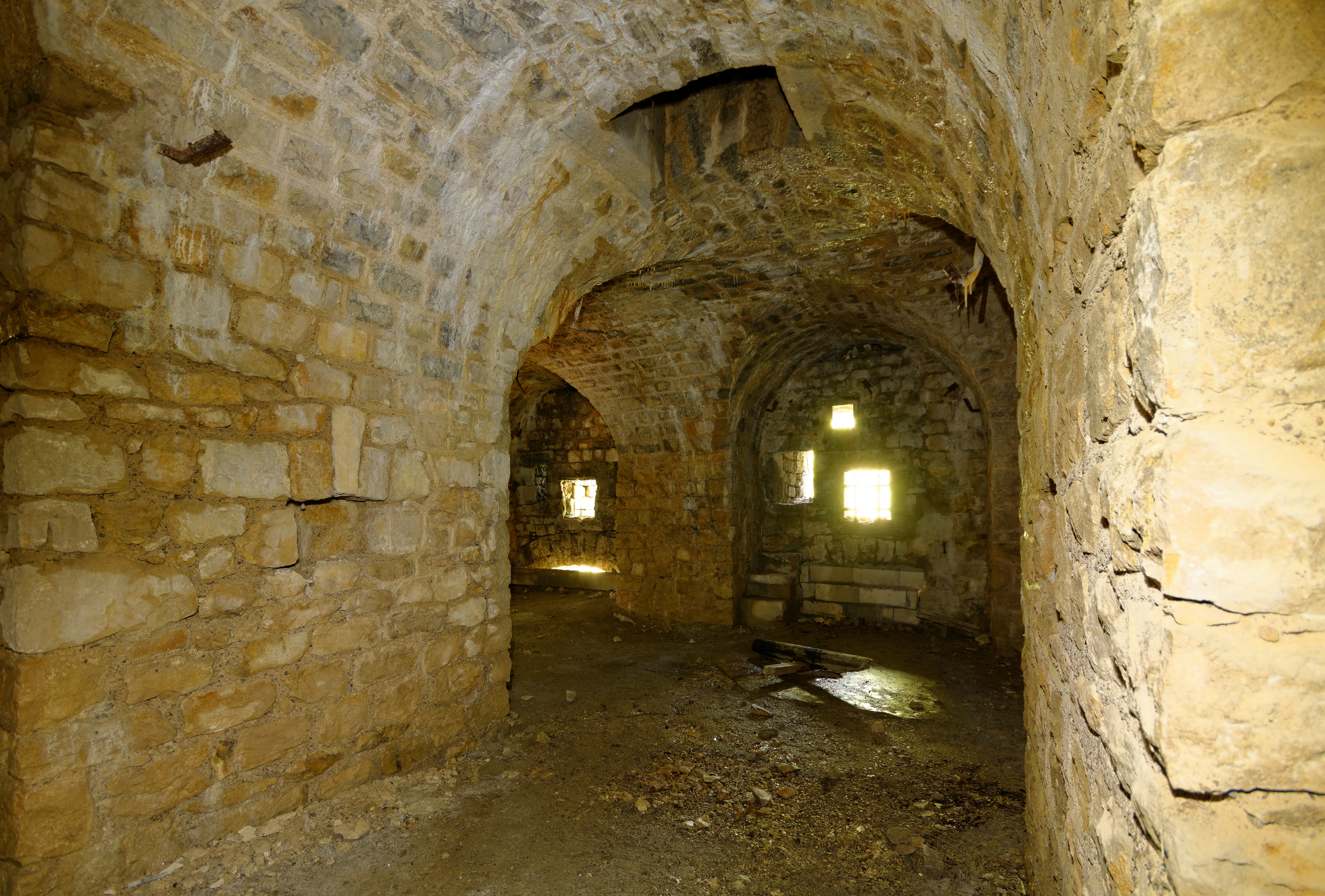
La caponnière simple nord.
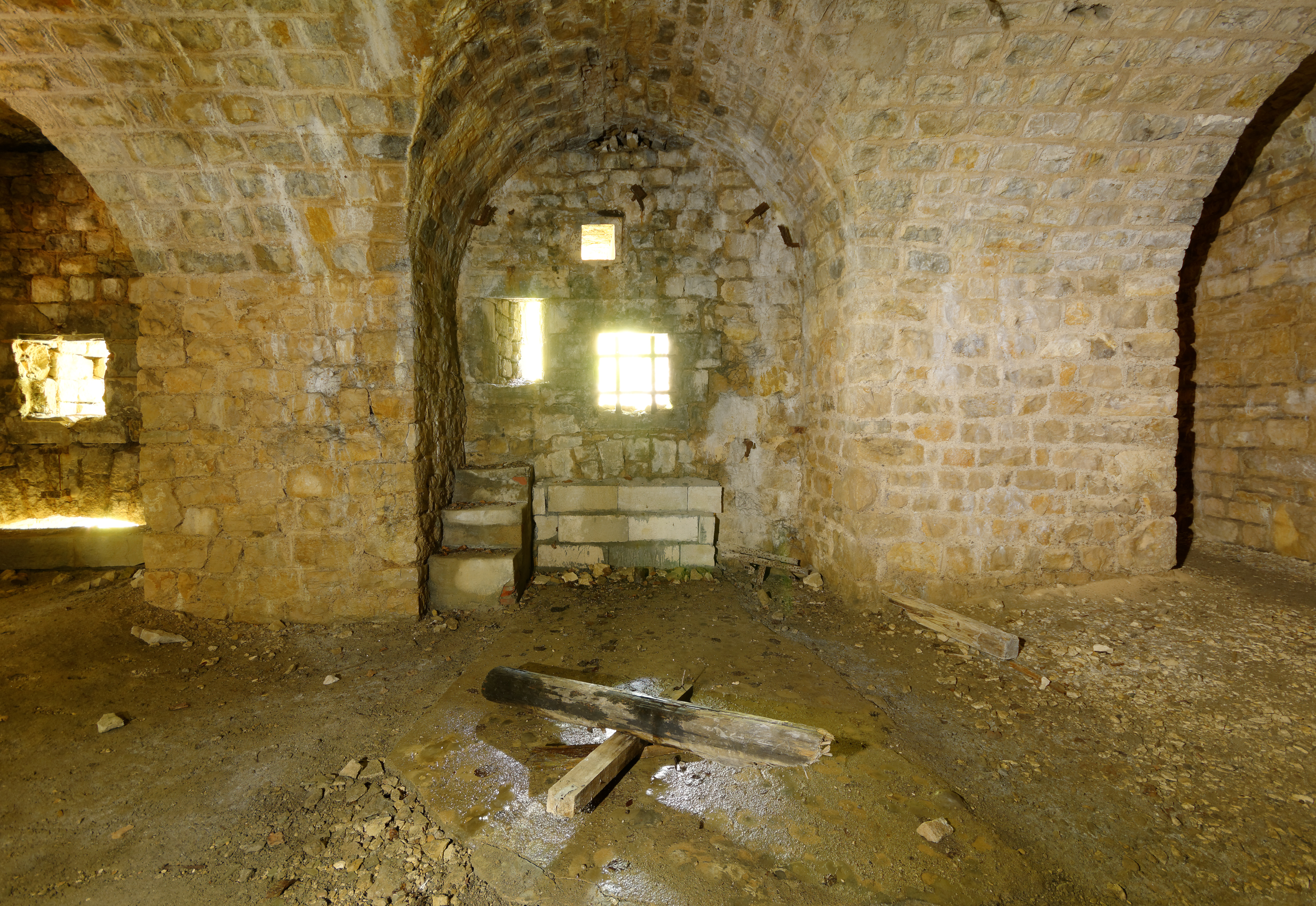
La caponnière simple nord.
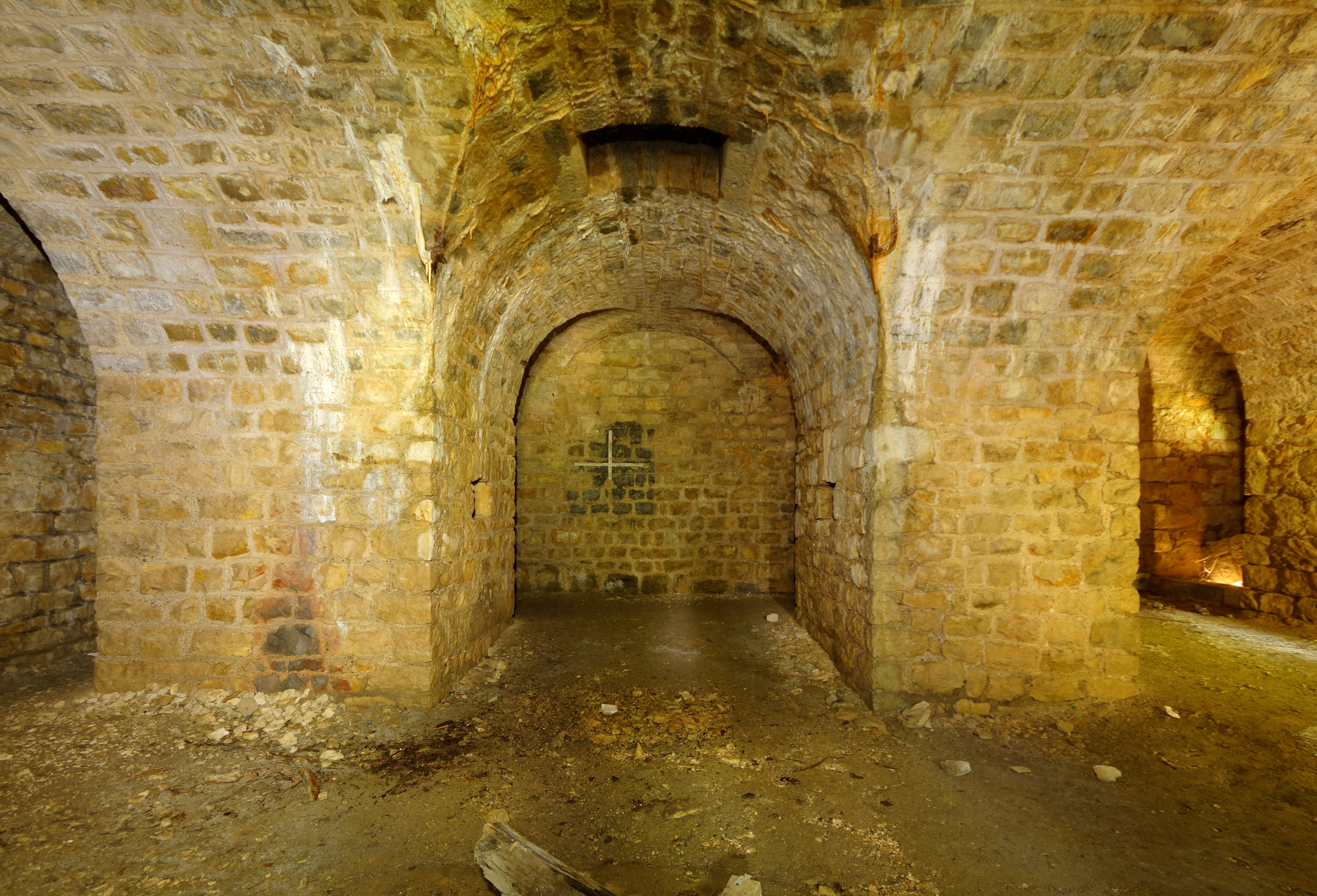
La caponnière simple nord.
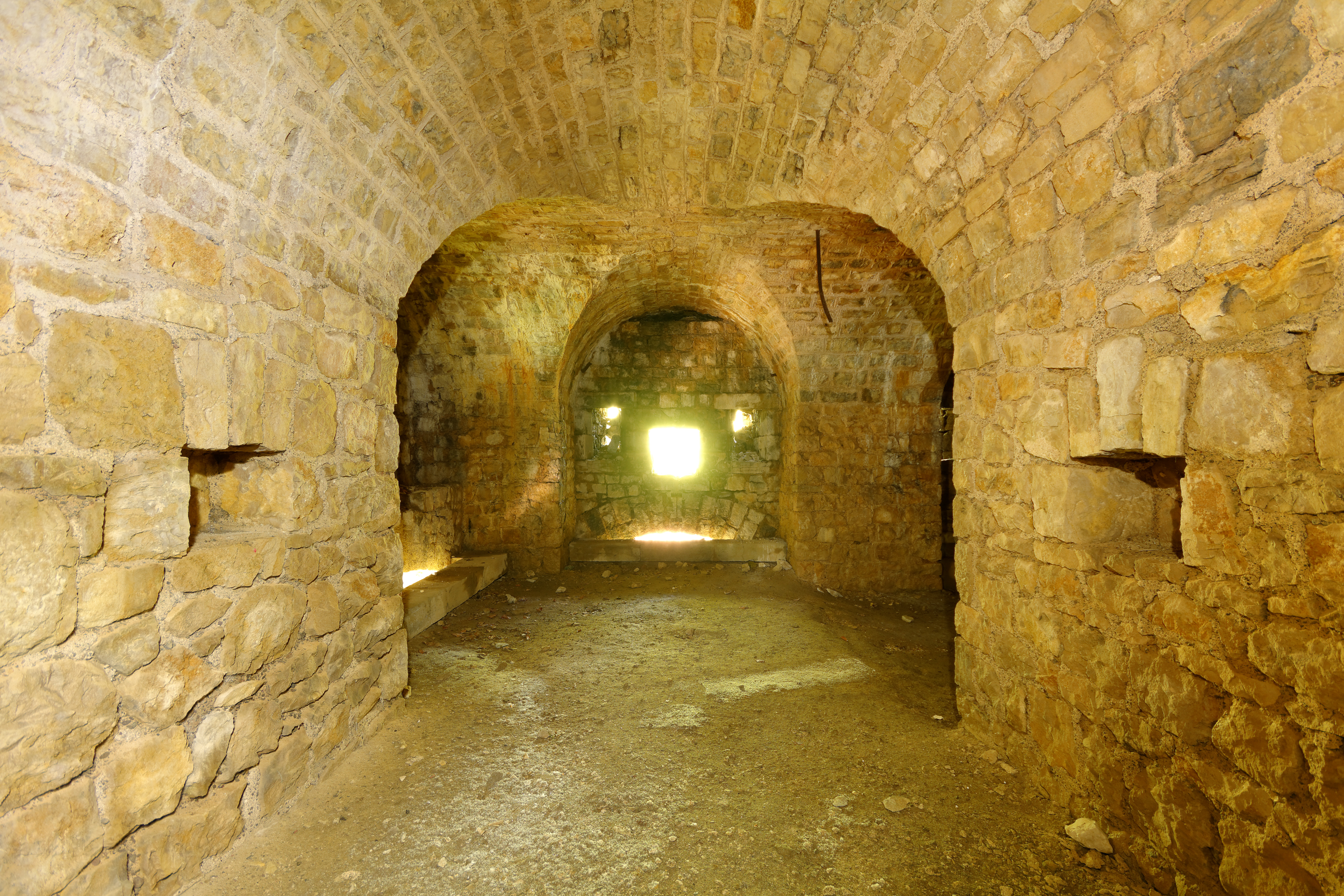
La caponnière simple nord.
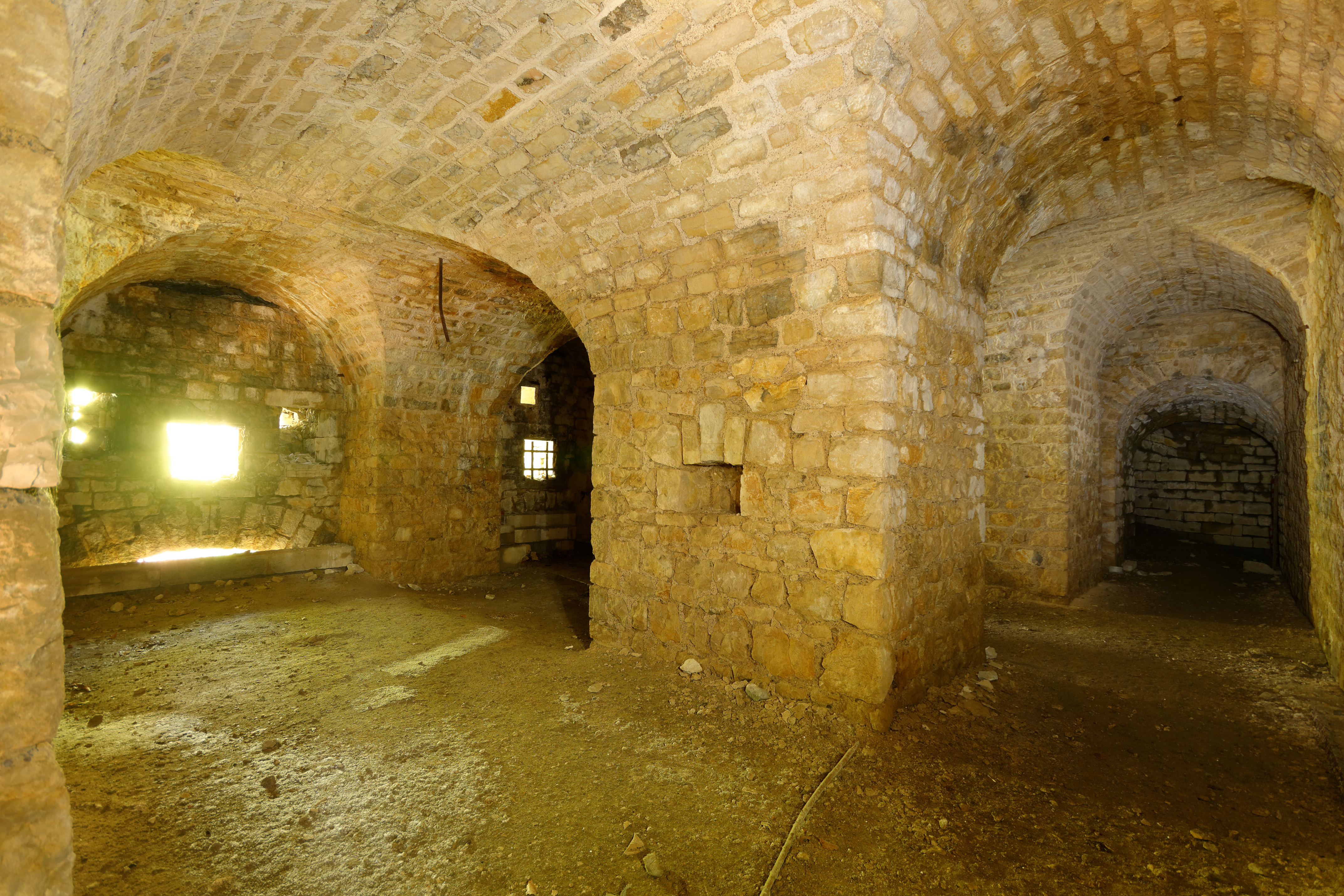
La caponnière simple nord.

Dans ce fort, se trouvent deux caponnières simples et une caponnière double. Malheureusement, les fossés du fort ont été comblés en 1960. De ce fait, il est quasiment impossible de voir l'extérieur depuis l'intérieur de la caponnière.

### Les postes optiques

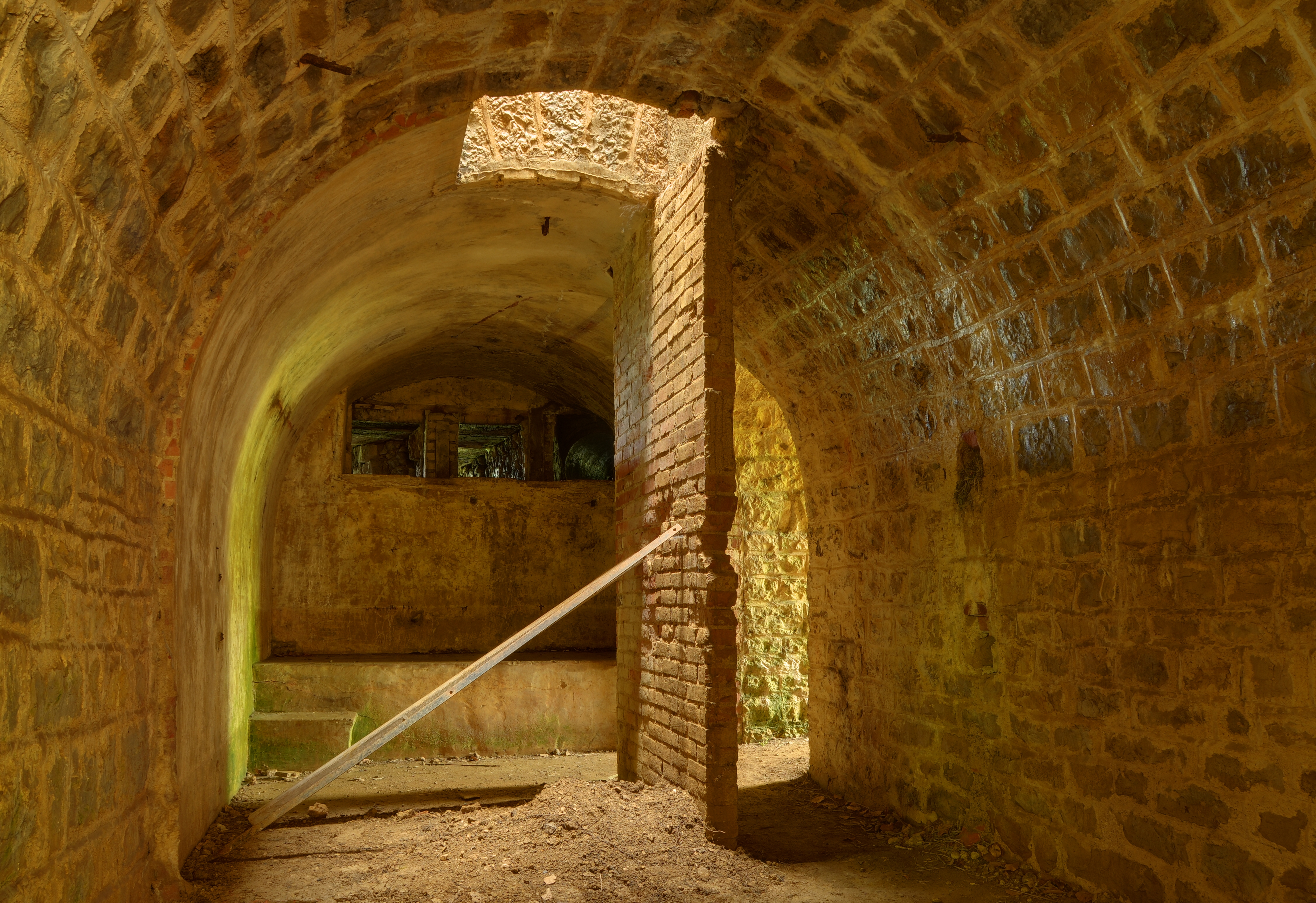
Dans le poste optique nord.

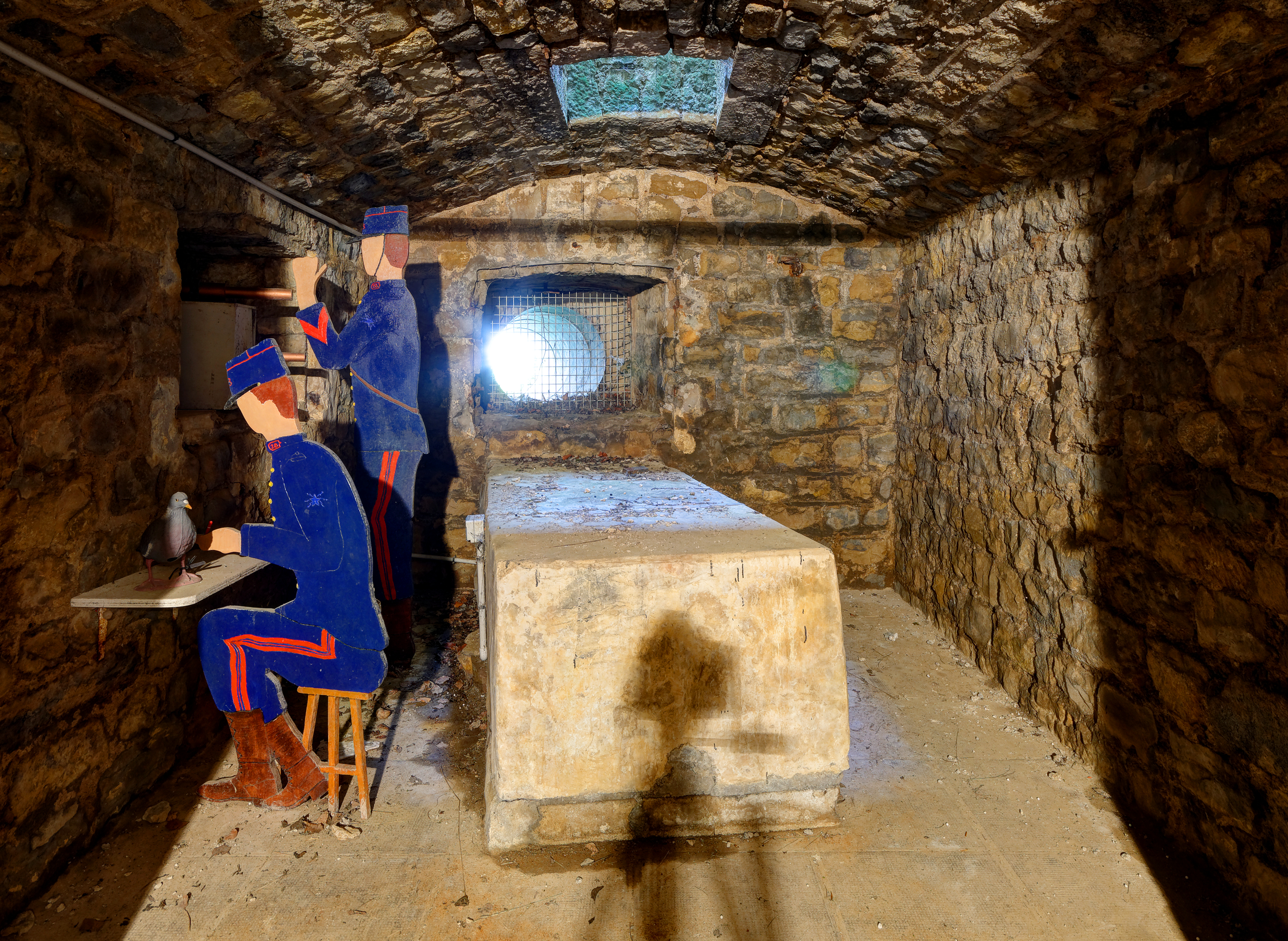
Dans le poste optique Sud.

Ce fort pouvait communiquer avec plusieurs autres forts par signaux optiques. Pour cela, il dispose de deux postes optiques.
Le poste optique nord communique avec les forts du Mont-Vaudois, du Salbert, Lachaux, tandis que le poste optique sud communique avec la batterie des Roches, le fort du Lomont et le fort de Chailluz près de Besançon. Les signaux furent produits avec la lumière du soleil (avec un héliostat), ou en cas de mauvais temps, avec une lampe à acétylène. Les signaux optiques étaient codés en morse.